# Пікнік

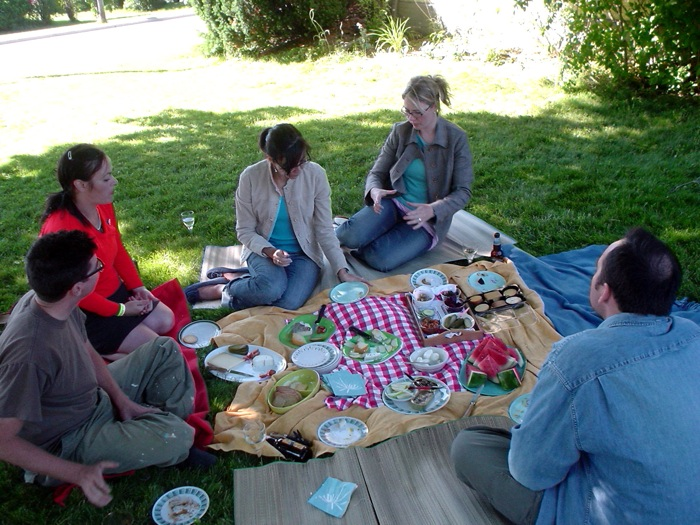
Пікнік

Пікні́к (фр. pique-nique, англ. picnic), діал. вилазка, маївка — популярна форма відпочинку, що полягає в споживанні їжі на свіжому повітрі на розстеленому килимку або в альтанці.
Походження слова pique-nique неясне, припускають, що воно утворене від дієслова piquer («колоти», «наколювати») і nique, nic («абищиця»). Первісним значенням слова було «легка закуска», «перекус», причому необов'язково на природі. У цьому значенні воно засвідчується з XVII ст.

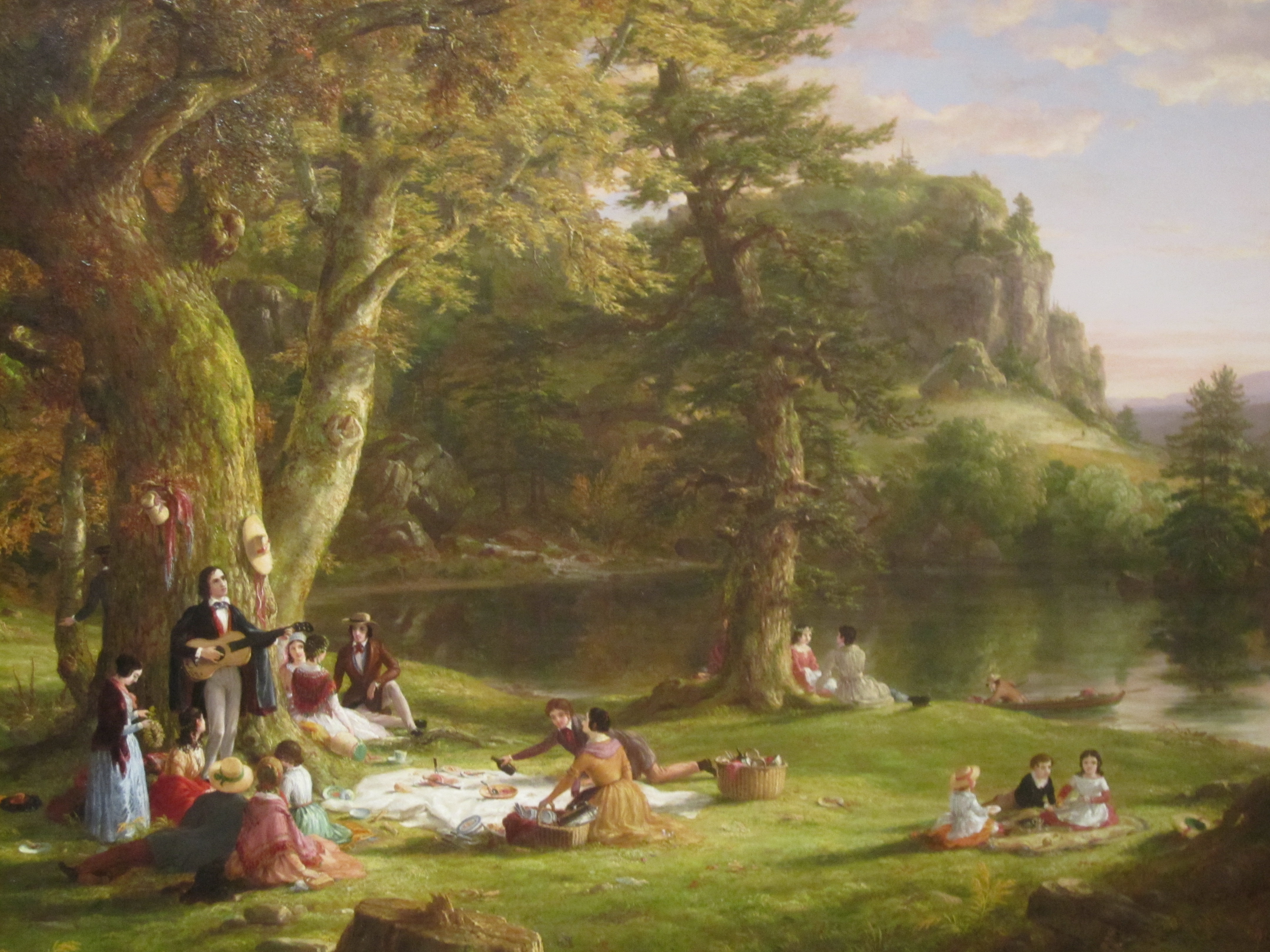
Томас Коул, «Пікнік» (1860)
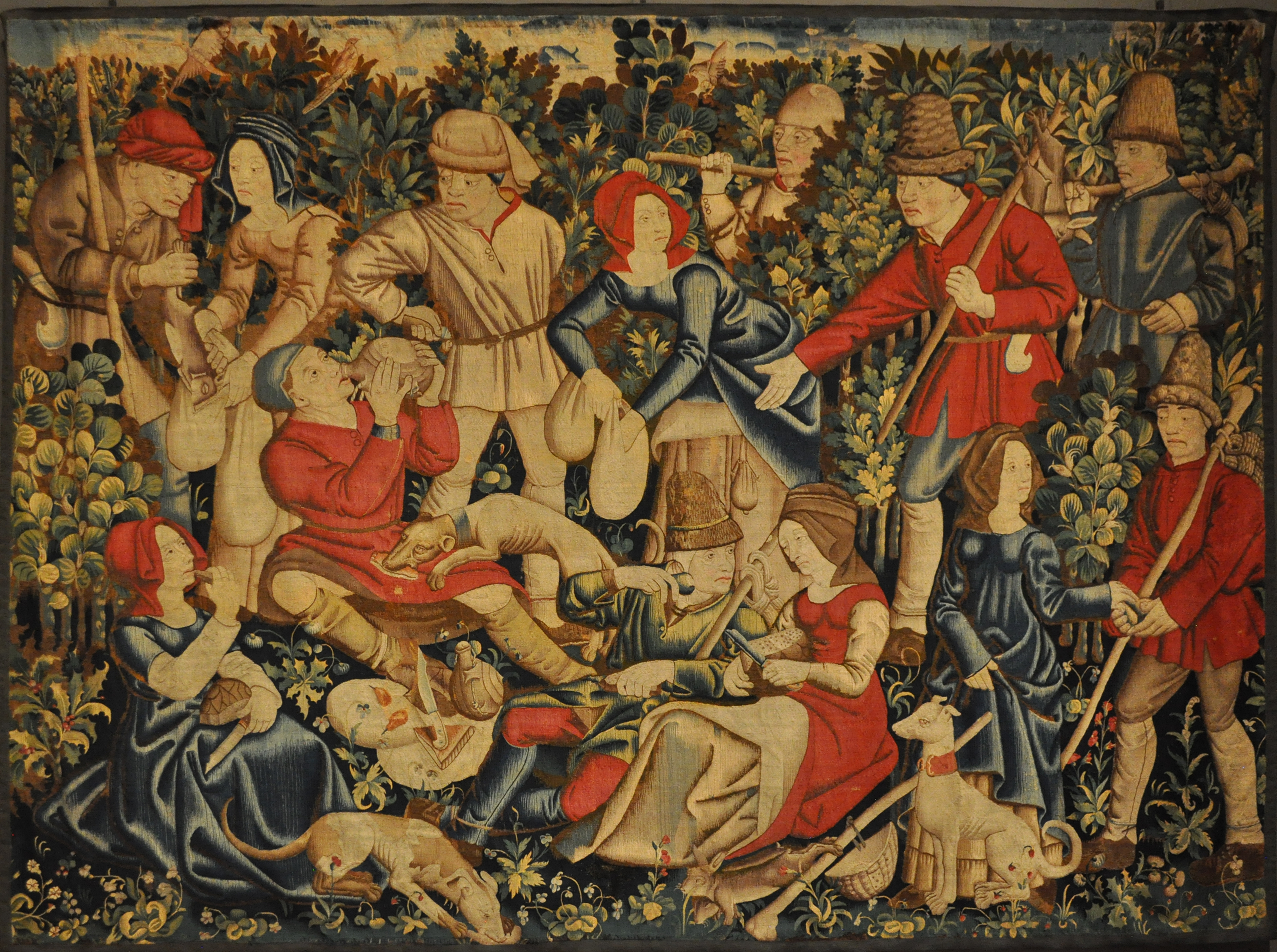
Картина 15 століття